# 10の世界の物語
『10の世界の物語』（とおのせかいのものがたり　原題：Tales Of Ten Worlds）は、SF作家アーサー・C・クラークの書いた短編集である。

## 収録されている作品
思いおこすバビロン（I Remember Babylon）
フィクションではなく、クラークの体験談を述べたもの。コロンボのソ連大使館でのパーティに招待されたとき、クラークに話しかけてくる男がいた。その男はテレビ関係の仕事をしているらしく、後日ホテルで会いたいという。ホテルで男は、ニューオーリンズの真南の赤道上にテレビ送信機を打ち上げるという計画を話した。それはどの国の領土も侵さないので、政治的にも問題がなく、アメリカ全土に放送できる唯一の放送局だ。その放送では宗教的、性的なものでも、だれにも検閲されないと言うのである。男はクラークの本から、このアイデアを得たとも言った。
イカルスの夏（Summertime on Icarus）
太陽に接近中の小惑星「イカルス」の表面で、調査していた男の作業船が事故で墜落した。いまは太陽の反対側の夜の部分にいるが、やがてイカルスの自転によって太陽側になってしまう。そして温度が上昇して焼け死んでしまうのだ。無線アンテナもちぎれてしまい、母船との連絡もつけられない。男は船についているアームを使ってイカルスの表面を移動しはじめたが、ほどなく大きな岩に衝突して１本のアームは折れ、片方は使えないほど曲がってしまった。もう動くことはできず、死の夜明けを迎えるしかない。暗闇のなかに、太陽コロナの光が見えてきた。
ゆりかごから（Out of the Cradle, Endlessly Orbiting…）
人類が月面に基地を建設してから、ずいぶん時が過ぎていた。３隻の火星探査宇宙船の建設も進んでいた。かつてソ連のツィオルコフスキーが言った。「地球は人類のゆりかご。だがゆりかごの中にはいつまでもいられない」。いまそれが実践されようとしていた。そして地球以外でのはじめての出来事が起こった。
幽霊宇宙服（Who's There?）
宇宙ステーションのレーダーが、3キロ先に小さな物体を捉えた。１人の男が宇宙服を着て、調査にでかけた。すると宇宙服の中で不思議な音がする。ひっかくような、手探りをするような音が…。もしかして、この宇宙服は、事故死した者が着ていたものを修理して使っているのでは…。
憎悪（Hate）
ソ連の有人衛星が、着水地点を外れて行方不明になった。潜水夫の男がそれを発見したのだが、彼の家族がかつてソ連軍に殺されたことがあり、彼はソ連を憎んでいた。早く港に衛星を届けようとする乗組員の裏をかいて、彼は妨害工作を始めた。
彗星の中へ（Into the Comet）
宇宙船チャレンジャー号は、ランダール彗星のそばに接近した。すると、原因不明のコンピューター故障が起き、どうしても修理できない。コンピューター無しでは、地球へ帰還する軌道計算は不可能である。そのとき１人の日系人が「そろばん」を作って軌道計算することを提案した。
わが家の猿（An Ape about the House）
わが家に、家事をするよう訓練された猿「ドーカス」が来た。ドーカスはひととおりの家事はできたので、新しい仕事を教えてみようと思った。絵を描かせたのである。初めは不慣れだったがだんだんと上達し、私の助けもあって、絵の個展を開くまでになった。ある日のこと、ドーカスの絵の技術に疑問を持っている女が、私の家族が留守で、ドーカスしかいないのを見計らって訪問してきた。
土星は昇る（Saturn Rising）
土星探検から戻った1人の男が、全国を講演旅行していた。あるところで、彼に話しかけてきた紳士がいた。聞けば土星に異常な興味を持っているようだ。自作した望遠鏡で、土星を見たときの感激はいまでも忘れられないという。二度目の土星探検から帰った男に、再びあの紳士が話しかけてきた。紳士はホテル王で、土星の衛星系にホテルを建設する場所を探しているので、どこがいいかというのだ。
光あれ（Let There Be Light）
妻の不貞に閉口していた男が、完全犯罪を思いついた。反射鏡で光を収束させ、車を運転している妻に照射して事故を起こさせようというのだ。天体観測が趣味の男は、その知識を生かし、大きな反射鏡の製作を始めた。
死と上院議員（Death and the Senator）
その上院議員は、アメリカの宇宙実験所の計画に反対していた。彼は重い心臓病になった。無重力のところならば、心臓の負担を軽くして回復させることができる。だが、アメリカには彼が反対したために宇宙施設が無い。やがて、ソ連の宇宙病院から彼に連絡がきた。
時とのもめごと（Trouble with Time）
火星のメリディアン・シティにある博物館には、火星で発掘された「シレーンの女神」という貴重な展示物がある。あるとき一人の泥棒が、この宝物を盗もうとした。彼は土曜日に博物館の「東側」から入り、見学したあとも館内に潜んでいて、夜に盗みの仕事を始めた。ほとんど一晩かかってケースをこじ開けて宝物を取り、にせものの宝物を入れてケースを閉めるところまできた。今は日曜の朝だから、休館日で誰も来ないので、まだ一日の余裕があるはずだった。だが、博物館の入り口の鍵を開ける音が聞こえてきた。
エデンの園のまえで（Before Eden）
金星に探検隊が降り立った。金星は高温であるが、両極地帯ならば低温のはずで生命がいるかもしれない。調べにでかけた２人の男は、酸素濃度が濃いことを発見した。これは植物のある証拠だ。やがて彼らの目の前に、液体のように動く生物が現れた。２人は写真を撮り、生物の標本を採取した。
軽い日射病（A Slight Case of Sunstroke）
南米にあるＡ国とＢ国は、お互いにサッカーで張り合っていた。前回の試合はＡ国で行われたが、審判が不正とも思われる判定をしＢ国は負けていた。今度の試合はＢ国で開催され、審判はくだんの者であった。Ｂ国の応援席には、日光を反射する鏡のようなパンフレットが配られた。試合が始まり、その審判はやはりＢ国に不利な判定をしていた。合図とともに、すべてのパンフレットが審判に向けられた。
ドッグ・スター（Dog Star）
男は犬を飼っていた。カリフォルニア大地震が起こる直前に、犬の鳴き声で目覚めた男は助かった。月面の研究所へ転勤になった男は、やむを得ず犬を知人に預けたが、ほどなく犬は死んだ。ある夜、夢で犬の鳴き声を聞いた男は起き上がった。その瞬間、地震（月震）の揺れが襲ってきた。
海にいたる道（The Road to the Sea）
未来の地球。月との間を宇宙艇が飛行し、食料合成機が食事を準備する時代でも、人々は牧歌的な生活をしていた。ある日一人の若者が、海岸沿いにある見捨てられた都市「シャスター」に行くことにした。彼は飛翔艇を使わずに、馬に荷物を積んで徒歩で向かった。何日もかけて彼はシャスターに到着した。そこに大型宇宙船が来て、見知らぬ人間たちが降りてきた。

## 書誌情報
『10の世界の物語』　中桐雅夫・他訳　ハヤカワ文庫SF　SF617　1985年6月　ISBN 4-15-010617-7